# Frank Arnold (Unternehmensberater)

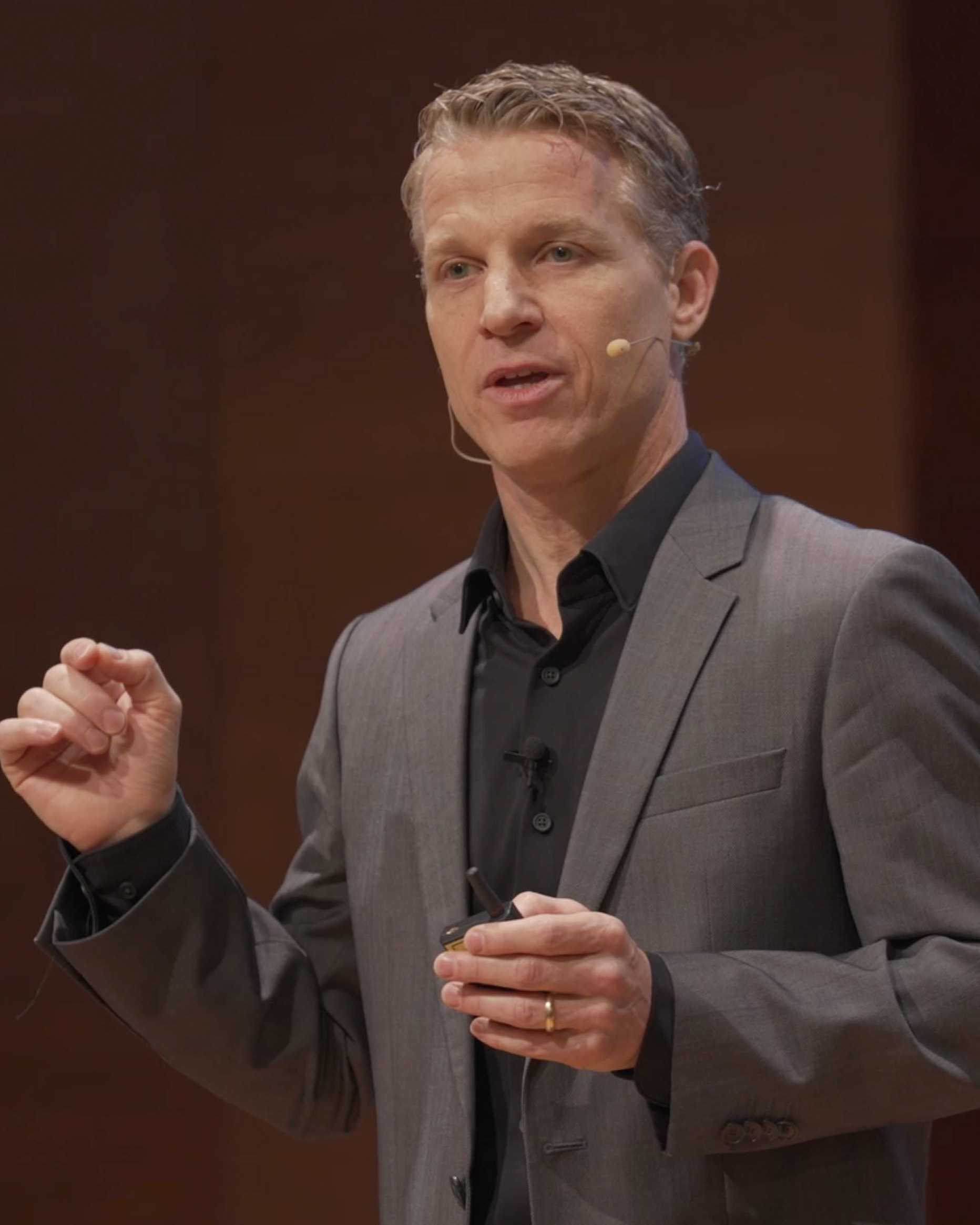
Frank Arnold, 2024

Frank Arnold (* 1973 in Wiesbaden) ist ein deutscher Unternehmensberater und Autor.

## Leben
Frank Arnold ist promovierter Wirtschaftswissenschaftler. Er studierte an der Johannes Gutenberg-Universität Mainz und verbrachte während seiner Ausbildung Studienaufenthalte in den USA, Frankreich, Spanien und China. Seine berufliche Laufbahn begann am Malik Management Zentrum St. Gallen, wo er über fünf Jahre tätig war, zuletzt als Geschäftsführer eines Unternehmensbereichs.
Im Jahr 2009 gründete Arnold die Unternehmensberatung Arnold Management mit Sitz in Zürich, die sich auf Strategie, Führung und Organisationsentwicklung in mittelständischen Unternehmen spezialisiert hat. Zudem ist er Mitgründer der Flywheel AG und Entwickler des sogenannten Flywheel Concept, einer Methode zur Umsetzung strategischer Initiativen in mittleren und größeren Unternehmen. Die Marke „Flywheel“ ist als Wortmarke beim Eidgenössischen Institut für Geistiges Eigentum registriert.
Seit etwa 2005 begleitet Arnold Unternehmen bei Strategie- und Transformationsprozessen. Seine Vorträge und Workshops richten sich an Führungskräfte und behandeln Themen wie digitale Transformation, Führung und Kundenorientierung.
Arnolds Bücher sind in mehreren internationalen Ausgaben erschienen und wurden über 100.000-mal verkauft. Sein Werk Management – Von den Besten lernen wurde mit dem Wirtschaftsbuchpreis „Beste Bücher des Jahres“ ausgezeichnet.

## Werke
- Der beste Rat – Lernen von Denkern und Machern, Redline Verlag, München 2022, ISBN 978-3-86881-868-0
- Der beste Rat – Was Führungskräfte von Spitzenköchen lernen können, Redline Verlag, München 2021, ISBN 978-3-86881-866-6
- Der beste Rat: Lernen von Schweizer Denkern und Machern, Midas Management Verlag, Zürich 2019, ISBN 978-3-03876-528-8
- Management: Die Top-Tools der Besten, Redline Verlag, München 2018, ISBN 978-3-86881-729-4
- Der beste Rat, den ich je bekam – Lebensrezepte von Spitzenköchen, Carl Hanser Verlag, München 2017, ISBN 978-3-446-25498-5
- Der beste Rat, den ich je bekam – Lernen von Denkern und Machern, Carl Hanser Verlag, München 2016, ISBN 978-3-446-44725-7
- Der beste Rat, den ich je bekam, Carl Hanser Verlag, München 2014, ISBN 978-3-446-43872-9
- Management – Von den Besten lernen, 2. Auflage, Carl Hanser Verlag, München 2012, ISBN 978-3-446-43051-8
- Management Essentials, Carl Hanser Verlag, München 2012, ISBN 978-3-446-43052-5
- Kleine Management-Schule, Carl Hanser Verlag, München 2010, ISBN 978-3-446-42425-8
- Management – Von den Besten lernen, Carl Hanser Verlag, München 2010, ISBN 978-3-446-42177-6

## Hörbücher
- Management – Von den Besten lernen, Audible Studios, 2016. Gelesen von Frank Arnold.
- Management: Die Top-Tools der Besten, Audible Studios / Redline Verlag, 2020. Gelesen von Sebastian Fischer.
- Der beste Rat – Lernen von Denkern und Machern, Audible Studios, 2020. Gelesen von Sebastian Fischer.
- Der beste Rat – Was Führungskräfte von Spitzenköchen lernen können, Audible Studios, 2020. Gelesen von Sebastian Fischer.